# Lotus purshianus
Acmispon americanus là một loài thực vật có hoa trong họ Đậu. Loài này được (Benth.) F. Clements & E. Clements miêu tả khoa học đầu tiên năm 1914.

## Hình ảnh

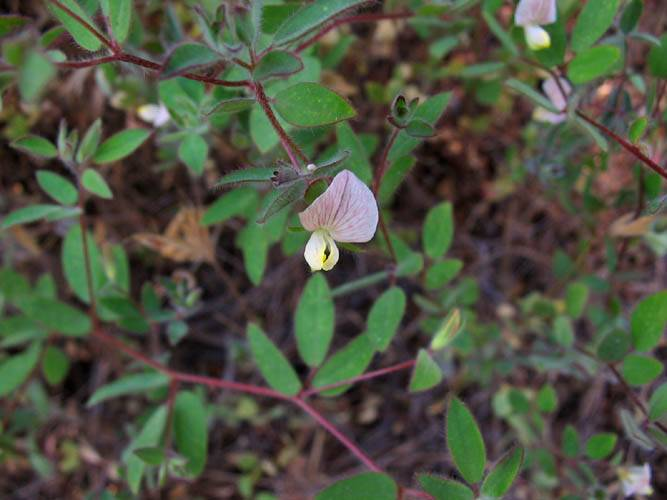